# Ambientador

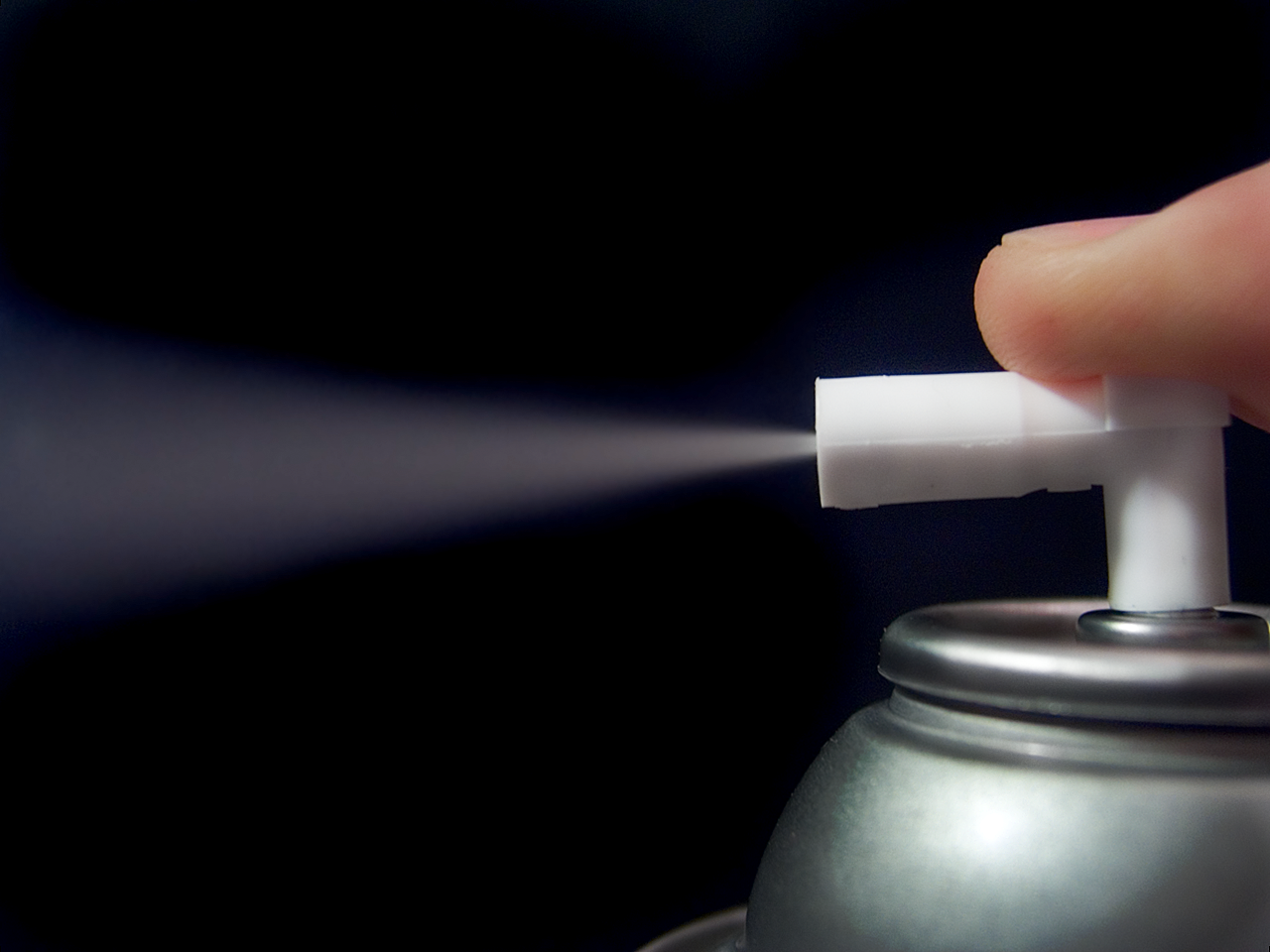
Ambientador tipo spray

Un ambientador es tanto la sustancia o compuesto orgánico aromático que perfuma un ambiente como el recipiente que sirve para contener dicho elemento. Si bien, en su origen y durante siglos, las sustancias utilizadas para perfumar un ambiente eran exclusivamente de origen vegetal (resinas, aceites esenciales, flores), muchos de los ambientadores modernos utilizan productos químicos sintéticos que facilitan su dispersión y evaporación mezclados con otros de origen vegetal. Algunos ambientadores pueden ser tóxicos, especialmente aquellos que necesitan calor para difundir el aroma -como aceites de quemar, inciensos y velas perfumadas- que empeoran la calidad del aire ya que emiten niveles excesivos de sustancias tóxicas, alergénicas o contaminantes.
En muchos casos, pese a sus supuestas dotes desodorizantes, los ambientadores se limitan a enmascarar, a base de perfumes más o menos intensos, los olores desagradables de una estancia.

## Historia
El uso de perfumes es tan antiguo como la humanidad. Algo tan sencillo como inundar una estancia con el aroma de unas flores frescas podría considerarse una forma arcaica del actual ambientador. El incienso, junto con los aceites perfumados -para uso corporal-, es probablemente el ambientador más antiguo elaborado por el hombre. Su uso está documentado varios siglos antes de Cristo, aparece en jeroglíficos egipcios y se menciona en repetidas ocasiones en la Biblia.
A través del Mediterráneo, los griegos exportaron sus costumbres desde el Cercano Oriente hasta España, y esto incluyó su amor por los perfumes. Así, los primeros perfumistas y barberos salieron de una colonia griega al sur de Italia y se instalaron en Roma en los tiempos de la República. La cosmética y peprfumeria  floreció en Roma como nunca antes había ocurrido en ningún lugar. Las personas se perfumaban aplicandose aceites especiales ,las aguas termales en donde se bañaban los romanos también estaban perfumadas, se aplicaban perfumes mediante forma de humo, etc.
Pero en Roma no solo las personas se perfumaban. Antes de la batalla o en los regresos victoriosos, se humedecían los estandartes de las legiones con fuertes fragancias y también era común perfumar salones y lugares de todo tipo como letrinas, termas también se perfumaban vestidos, teatros, armas y hasta los animales, sin mencionar cualquier ceremonia religiosa, casamiento o entierro. En Roma, los perfumes se comercializaban en tiendas especializadas, las tabernae unguentaria que se encontraban en todas las ciudades y villas del imperio y ademas era habitual la presencia de mujeres en el negocio.Se cuenta que el emperador Nerón durante sus banquetes más selectos, hacía caer desde el techo miles de pétalos de las más variadas y exóticas flores a la vez que soltaba pájaros con sus alas embebidas en perfumes, para que la fragancia se esparciera durante el vuelo.
Los bizantinos son quienes recogen la antorcha de todos los conocimientos y cultura dejada por los griegos y romanos ; y en el arte de la perfumería no seria la excepción ya que los bizantinos al igual que su predecesor el Imperio Romano hicieron de la cosmética y perfumeria una verdadera industria. Cabe decir que el Imperio bizantino (a diferencia del resto de Europa) fue de hecho un centro de desarrollo cultural ,de conocimientos y artes con población alfabetizada y culta e higiénica y en este aspecto de los perfumes claramente no seria una excepción.
Por lo que representa en oriente, el perfume es introducido en Japón a través de China, que ya contaba en el siglo VI con grandes artesanos de la jardinería natural que destinaban parte de sus cosechas al prensado de pétalos para la fabricación de perfumes. 

### Composición química y toxicidad
Algunos de ambientadores contienen químicos tóxicos -muchos de ellos disolventes por su volatilidad-:
- Formaldehído: clasificado a nivel europeo como posible carcinógeno y como carcinógeno por la IARC y la NTP.[4]
- Fenol: Pueden causar alteraciones clínicas inespecíficas.[5]
- Ftalatos o ésteres del ácido ftalático: familia de compuestos, algunos de los cuales pueden tener efectos sobre la fertilidad[6]
- Benceno es un compuesto aromático cancerígeno.[7]
- Terpenos, aromatizadores naturales de muchas plantas (de la corteza del pino o de los cítricos). Su intoxicación se produce por ingestión.[7]
- Naftaleno, sustancia sólida de color blanco que se sublima fácilmente, se usa principalmente como antipolillas. La intoxicación con esta sustancia destruye los glóbulos rojos.[7]

En caso de ingestión, se puede producir una intoxicación, cuya gravedad depende del ambientador y la cantidad ingerida.
La peligrosidad de muchos de estos compuestos está asimismo asociada a su reconocido carácter de disruptores endocrinos.
La preocupación por los efectos adversos que ciertos ambientadores pueden tener sobre las personas, especialmente aquellas que sufren asma o alergias, ha llevado a autoridades de países como Estados Unidos o Canadá a implementar políticas de fomento de los espacios libres de olores (fragrance-free policies). Así la Asociación Estadounidense del Pulmón emitió una recomendación en este sentido para los colegios y el Centro Canadiense de Higiene y Seguridad en el Trabajo hizo lo mismo para los centros de trabajo.

## Presentaciones de los ambientadores
Se presentan en muy diversas formas dependiendo básicamente de la forma elegida para su difusión. Algunos ejemplos son:
- Varilla de incienso
- Aceite esencial
- Vela perfumada
- Aerosol con propelente
- Pulverizador
- Tiras de cartón impregnadas
- Varillas de madera (introducidas en ambientador líquido)
- Difusores por aire (para coches)
- Difusores de enchufe (ambientador líquido)

## Perfumes y tipos de ambientador
Los perfumes están creados por materias primas secundarias como por ejemplo pétalos de flores, cortezas, semillas, etc., y a partir de estas se crean entre otros, los ambientadores.
El ambientador desprende varios tipos de perfumes y de diferentes olores y estos consiguen despertar los sentidos del ser humano tranquilizando y relajando su mente, permitiendo la claridad y la inspiración de este. Cuando el sentido del olfato del ser humano percibe un olor, una fragancia agradable, es ahí donde nuestra función nasal trabaja todavía más.
Como se ha dicho antes, hay que recordar que estos aromas que desprende el ambientador, se consiguen a través de productos naturales quemados o roseados. Cuando el sentido del olfato percibe un aroma agradable en este caso, la nariz realiza una serie de funciones en las que las más destacables son el paso del aire por la nariz, sentir olores, y la de condicionar el aire que se respira, como ese órgano de resonancia de los sonidos que la laringe genera.
Hay que tener en cuenta que nuestra cavidad nasal está formada por mucosa. También es importante afirmar que cuando nuestro sentido del olfato percibe estos olores agradables provenientes del ambientador, éste se excita funcionando de mejor manera y con mayor vitalidad logrando el placer para nuestras vidas.
Cuando hablamos de ambientadores podemos hacerlo de muchos tipos y de distintos aromas. Obviamente, a causa de la evolución de este producto, cada vez son más los modelos de ambientadores que hay en el mercado. Los modelos que más destacan son los ambientadores líquidos. Su funcionamiento es muy sencillo y se basa en la expulsión de una alta concentración de esencias esencialmente para aromatizar. Para poner un ejemplo sobre su funcionamiento podemos escoger un ambientador de 100 ml. Si tenemos un ambientador de 100 ml su funcionamiento consistirá en lo siguiente: un ambientador de estas características tiene un rendimiento de 1600 pulsaciones, con lo que sabemos que con tan sólo 1 pulsación podemos aromatizar 2 metros cuadrados. Por eso los ambientadores duran tanto, ya que su consumo es mínimo y su rendimiento es máximo. En una estancia cerrada podemos decir que este tipo de ambientador puede durar 12 horas aproximadamente. Todos los ambientadores están constituidos principalmente por varios tipos de aceites esenciales y esencias aromáticas. También hay que decir que los ambientadores pueden ser de varios tamaños y diferentes colores pero todos siempre con el mismo objetivo, aromatizar el ambiente.
Hoy en día tenemos que donde predominan más los ambientadores en nuestra sociedad actual es en los baños y en los coches.
El uso del ambientador ha ido ganando, a lo largo de los años, más importancia ya que las crecientes ventas en este producto son inmejorables. Los precios son variados y para todo tipo de bolsillos.